# Одичавшие дети
Одича́вшие де́ти (другие названия: ди́кие де́ти, фера́льные де́ти, дети-маугли) — человеческие дети, которые росли в условиях крайней социальной изоляции — вне контакта с людьми с раннего возраста — и практически не испытывали заботы и любви со стороны другого человека, не имели опыта социального поведения и общения. Такие дети, оставленные родителями, воспитываются животными или живут в изоляции. 

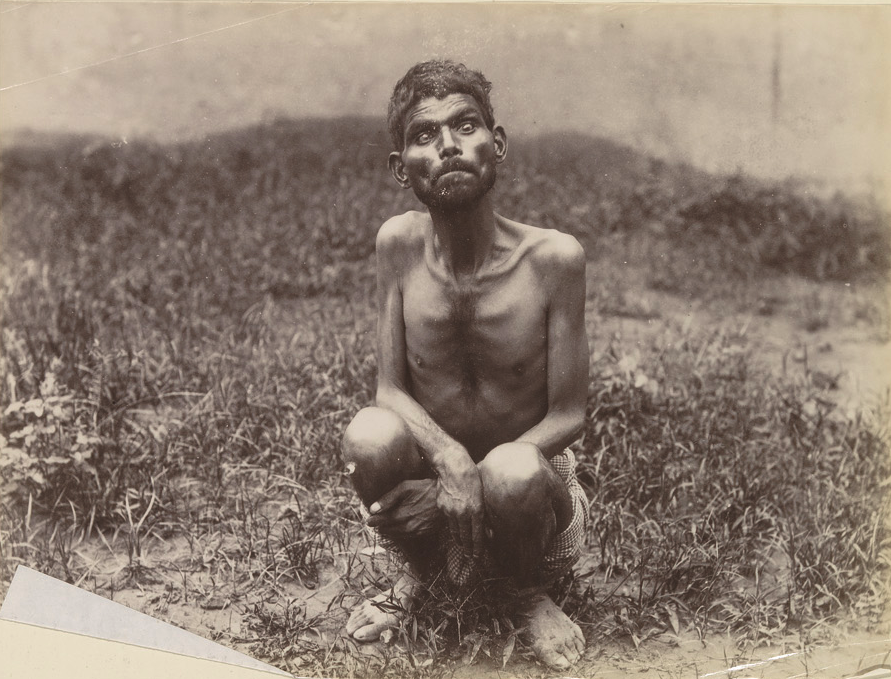
Дина Саничар, воспитанный волками в Индии, возможный прототип Маугли

## История
Сведения о воспитании человеческих детей дикими животными упоминаются в мифах, легендах, сказках, а также в письменных источниках уже в античности. В фольклоре нескольких различных народов Евразии упомянуты случаи выкармливания детей волками (наиболее известным примером является изначально этрусская легенда о Ромуле и Реме, но подобные легенды были и в Древнем Туране — по одному из преданий, тюрки-тукю верили, что ведут своё происхождение от мальчика народа хуннов, спасённого и выкормленного волчицей; кроме того, известны парфянские и сасанидские амулеты и геммы с изображением кормящей младенцев волчицы; ещё одно такое изображение было обнаружено в ходе раскопок города Бунджикат в Средней Азии).
В научной и справочной литературе встречается описание подобных случаев, хотя многие могли не получить огласку. Они представляют большой интерес для исследователей в области психологии и социологии.
В 1731 году одичавший ребёнок (Мари-Анжелик ле Блан) был пойман в Новой Франции.
В конце XVIII века в департаменте Аверон на юге Франции был замечен и в 1800 году — пойман Виктор из Аверона (возможно, являвшийся умственно отсталым с рождения).
В период с 1920 до 1985 года учёными было зафиксировано и изучено 48 случаев воспитания детей животными (чаще всего — человекообразными обезьянами, в отдельных случаях — волками, медведями, леопардами и газелями).
Воспитанные животными дети проявляют (в пределах физических возможностей человека) поведение, свойственное для своих приёмных родителей, например, страх перед человеком.
Дети-маугли, замеченные во взрослом состоянии в дикой природе, по предположениям некоторых антропологов, могли быть прототипом легенд о «снежном человеке», йети.

## Прогноз реабилитации
Если до изоляции от общества у детей были некоторые навыки социального поведения, процесс их реабилитации происходит значительно проще.

#### Эффект маугли
Те, кто жил в обществе животных первые 3,5—6 лет жизни, не могут освоить человеческий язык, ходить прямо, осмысленно общаться с другими людьми, несмотря даже на годы, проведённые в последующем в обществе людей, где они получали достаточно заботы. Это показывает, насколько важными для развития ребёнка являются первые годы его жизни. При отсутствии воспитания и образования в раннем детстве, никакие последующие усилия не дают результата.

## Вымышленные

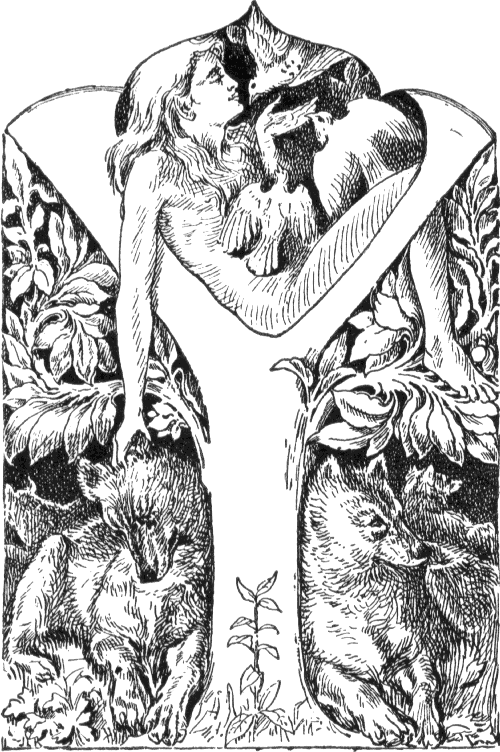
Маугли — вымышленный дикий ребёнок из «Книги джунглей» Редьярда Киплинга

Литературные произведения также описывают детей, воспитанных дикими животными, такими как волки и медведи. Известными примерами являются Ромул и Рем, Маугли Редьярда Киплинга, Тарзан Эдгара Райса Берроуза, Бинго Бонго из одноимённого фильма с А. Челентано.
Легендарные и литературные «дети джунглей» часто изображаются как люди с относительно нормальным человеческим умом и физическими способностями, а также с врождённым чувством культуры, но с более развитым инстинктом выживания.